# Гвоздь (об'єднання)
«Гвоздь» — одне з найбільших монополістичних об'єднань підприємств важкої індустрії початку 20 ст. в Російській імперії. 1900–02 представники 20 найпотужніших металопереробних підприємств Центрального промислового району, Прибалтійського району та Півдня Росії почали пошук шляхів координації дій на ринках збуту. У результаті 6 грудня 1903 було створено об'єднання з правлінням у Санкт-Петербурзі. Заводи об'єднання виробляли цвяхи, дріт, гвинти, гайки, спеціальні сорти заліза та криці в таких обсягах, щоб на внутрішніх ринках постійно відчувався їх дефіцит. Це давало їм змогу регулярно підвищувати ціни. Провідну роль в об'єднанні відігравали такі індустріальні гіганти Східної Наддніпрянщини, як Брянський рельсопрокатний у м. Катеринослав, залізоробний та механічний завод, Донецьке товариство залізоробного і сталеливарного виробництва у Дружківці, товариство російської залізоробної промисловості, Південно-Російське Дніпровське металургійне товариство, Одеський металургійний завод, інтереси яких у правлінні «Гвоздя» представляли такі місцеві магнати, як А. Паскьє, А. Шполянський, Ф. Гантке, Г. Ясюкович. В Україні вироблялася 1/4 частина продукції об'єднання. Напередодні 1905 через загострення в об'єднанні внутрішніх суперечностей, а також через незадоволення царського уряду його діяльністю «Гвоздь» припинив своє існування.